# دومينيك دون
دومينيك دون (بالإنجليزية: Dominick Dunne)‏ (29 أكتوبر 1925، هارتفورد في الولايات المتحدة - 26 أغسطس 2009، نيويورك في الولايات المتحدة)؛ صحفي، كاتب سيناريو، كاتب، ممثل، منتج أفلام وروائي أمريكي.

## الجوائز
- ميدالية النجمة البرونزية

## روابط خارجية
- دومينيك دون على موقع IMDb (الإنجليزية)
- دومينيك دون على موقع ألو سيني (الفرنسية)
- دومينيك دون على موقع أول موفي (الإنجليزية)
- دومينيك دون على موقع قاعدة بيانات الأفلام السويدية (السويدية)
- دومينيك دون على موقع إن إن دي بي (الإنجليزية)
- دومينيك دون على موقع قاعدة بيانات الفيلم (الإنجليزية)
- دومينيك دون على موقع كينوبويسك (الروسية)